# Kampen mod Tuberkulosen (dokumentarfilm fra 1943)
 Ikke at forveksle med Kampen mod tuberkulosen (dokumentarfilm fra 1953).
Kampen mod Tuberkulosen er en dokumentarfilm instrueret af Mogens Skot-Hansen efter eget manuskript.